# Musigati
Musigati è un comune del Burundi situato nella provincia di Bubanza con 82.207 abitanti (censimento 2008)

## Geografia antropica

### Suddivisioni amministrative
Il comune è suddiviso in 23 Colline.